# Mythe italien dans la cuisine française
Le mythe italien dans la cuisine française, est une légende qui a son origine en France et est racontée depuis le XIXe siècle. La légende raconte que Catherine de Médicis, la reine de France originaire de Toscane, a transformé la cuisine française en ajoutant de nombreuses nouveautés aux traditions culinaires du pays.
Au XIXe siècle, certains auteurs français avaient une vision très romantique et idéalisée de l'Italie. Certains d'entre eux, comme Pierre Lacam, affirmaient que Catherine de Médicis, l'épouse du roi Henri II de France, avait influencé la cuisine française. Mais en consultant les archives, il a été prouvé que Catherine de Médicis n'a rien eu à voir avec la cuisine en France. En cherchant dans les registres le personnel qui a travaillé avec Catherine depuis son arrivée en France jusqu'à sa mort, aucun chef italien n'a été trouvé.
Bien qu'elle ait vécu de nombreuses années, Catherine de Médicis n'a pas de relation avec la nourriture dans l'histoire, à l'exception d'un incident. L'histoire raconte qu'en 1575, lors d'un mariage, la reine a mangé une tarte aux artichauts et aux abats de coq et s'est ensuite sentie malade. En outre, certains ambassadeurs ont remarqué que Catherine a pris du poids au cours de sa vie et l'ont noté.
Il est important de souligner qu'aucun des chefs à qui l'on attribue une influence sur la cuisine française sous le patronage de Catherine de Médicis n'a réellement existé ou créé les plats qui leur sont attribués. Cependant, l'idée que des chefs italiens ont traversé les Alpes et influencé la gastronomie française au XVIe siècle persiste comme un mythe intrigant jusqu'à ce jour. La construction et la persistance de ce mythe sont un sujet d'un intérêt considérable.

## Macarons
Le macaron est une pâtisserie que l'on pense communément avoir été introduite en France depuis l'Italie par Catherine de Médicis. Cependant, l'existence de macarons en France précède cette affirmation, car le premier macaron connu en France date de l'an 781 à Cormery, plusieurs siècles avant la naissance de Catherine de Médicis. Les macarons de Cormery, connus pour leur forme en anneau, sont l'un des biscuits les plus anciens de France et ont été inventés par les moines dans cette abbaye millénaire de la vallée de la Loire. Les macarons ne sont pas exclusifs à Cormery, car on les trouve également dans d'autres régions de France, telles que Amiens, Saint-Jean de Luz, Joyeuse, Saint-Emilion, Boulay, Nancy et Paris. Cette diversité suggère que les macarons ont été développés en France sans une influence italienne significative. L'origine de la confusion peut provenir des origines italiennes et grecques du mot « macaron », utilisé en France pour décrire des objets ronds.

## Béchamel
Selon une croyance populaire, l'origine de la sauce béchamel remonte à une ancienne recette toscane appelée salsa colla. Cependant, il n'y a aucune preuve de l'existence de la salsa colla avant le XIXe siècle, suggérant la possibilité qu'il puisse s'agir d'un nom alternatif pour la béchamel créé en Italie pour désigner la sauce française.
Il convient de noter que la sauce béchamel a été créée à l'origine en France par François Pierre de La Varenne en 1651. Cette sauce a été nommée en hommage à Louis de Béchameil, un éminent financier qui a occupé le poste de grand intendant de la maison du roi Louis XIV de France au XVIIe siècle.

## Pâte à choux
Un nom qui revient souvent est celui de Popelini, dont le prénom est inconnu. Un grand nombre de sites web le mentionnent comme étant le supposé inventeur de la pâte à choux vers 1540. En 2011, une pâtisserie parisienne spécialisée dans les choux à la crème a été nommée en son honneur. Popelini semble être apparu pour la première fois au début des années 1890 dans un livre de Pierre Lacam, un fervent promoteur du « mythe italien » en général. Ceux qui ont lu les écrits de Lacam peuvent facilement conclure que l'auteur a inventé ce « chef Pasterelli [qui] s'appelait Popelini », chef de Catherine de Médicis, qui « avait apporté avec lui la recette d'une pâte qui séchait sur le feu, qu'il avait transformée en un excellent plat qu'il avait nommé en son honneur à la cour ; plus tard, elle a été appelée Popelin, au lieu de Popelini ». Au lieu d'imaginer Popelini créant la pâte à choux, on suppose que Lacam a créé Popelini à partir de la pâte à choux, et Pasterelli à partir de la pâte.

## Glaces
Dans son étude sur Paris, Charles Lefeuve a propagé la légende selon laquelle le Sicilien Procope Cultelli, grand-père de François Procope et fondateur du célèbre café qui porte son nom, est arrivé en France en suivant Catherine de Médicis et a établi un bain turc où l'on servait des sorbets. Cependant, cette théorie a été réfutée par les historiens, qui maintiennent que le grand-père de Procope n'aurait pas quitté la Sicile et n'aurait eu aucun lien avec la famille Médicis, qui était originaire de Toscane.
L'idée selon laquelle Procope Cultelli était l'inventeur de la glace est une erreur car les glaces étaient déjà présentes en France avant son arrivée en 1686.
Depuis 1665, le Catalogue des Marchandises Rares, édité à Montpellier par Jean Fargeon, énumérait plusieurs types de sorbets glacés. Bien que la composition de ces sorbets ne soit pas fournie, Fargeon a précisé qu'ils étaient consommés congelés dans un récipient plongé dans un mélange de glace et de salpêtre. Ces sorbets étaient transportés dans des pots en terre cuite et étaient vendus à trois livres la livre.
Selon L'Isle des Hermaphrodites, la pratique de refroidir les boissons avec de la glace et de la neige avait déjà émergé à Paris, notamment à la cour, au XVIe siècle. Le narrateur note que ses hôtes stockaient de la glace et de la neige qu'ils ajoutaient ensuite à leur vin. Cette pratique s'est lentement développée pendant le règne de Louis XIII et a probablement été une étape nécessaire vers la création de la glace. En fait, dès 1682, Le Nouveau Confiturier François a fourni une recette pour un type spécifique de glace, appelée « neige de fleur d'orange ».

## Légumes
Selon la légende, on attribue à Catherine de Médicis l'introduction de plusieurs légumes en France, tels que les artichauts.
Les artichauts ont été cultivés en France depuis des siècles. Contrairement à la croyance populaire, leur présence en France précède l'arrivée de Catherine de Médicis, à qui on attribue souvent leur introduction dans la cuisine française.
Des archives historiques montrent que les artichauts ont été cultivés et consommés en France dès le XVe siècle, bien avant l'arrivée de Catherine de Médicis dans le pays au XVIe siècle. En fait, les artichauts étaient déjà largement cultivés dans des régions comme la Provence et le Languedoc, et étaient un ingrédient populaire dans les plats locaux.
Les haricots et les petits pois sont également souvent cités comme des légumes qui ont été introduits en France par les Médicis. Cependant, des recettes avec des petits pois étaient déjà présentes en France avant l'arrivée de la reine, et aucune recette plus ancienne n'a été trouvée en Italie. Les haricots, quant à eux, sont d'origine américaine et se sont répandus dans toute l'Europe depuis l'Espagne à partir du XVIe siècle.

## Frangipane
Il est souvent dit que M. Frangipani a inventé la frangipane, un gâteau ou une crème portant un nom incontestablement italien, ainsi qu'un parfum pour gants. Cependant, selon l'auteur du texte qui le mentionne, différents noms lui sont attribués tels que Cesare ou Pompeo, et sa profession et son statut social varient également, certains suggérant qu'il était cuisinier et d'autres un noble au service d'Henri III ou de Catherine de Médicis, et son origine est parfois florentine, parfois romaine. Cette diversité de versions illustre la nature perpétuellement fluctuante du « mythe italien ». Le nom de Frangipani est souvent associé à ladite crème, qui comprend généralement des amandes dans sa recette, ainsi qu'au parfum utilisé pour parfumer les gants.
Même Frangipani doit céder devant Catherine de Médicis lorsque, en 1855, Frédéric Fayot écrivit que « cette délicieuse tarte, crème frangipane (chaude), a été composée par Catherine de Médicis ou à partir d'une de ses recettes ». C'est la seule fois que nous avons trouvé Catherine de Médicis en train de cuisiner.
Un point reste clair : le fait que l'expression a été utilisée pour la première fois pour décrire des gants parfumés. Une lettre de Guez de Balzac en mai 1634 fait l'éloge de la grande réputation « des gants de Frangipani ». L'écrivain attribue son invention au marquis Pompeo Frangipani, son contemporain, maréchal de camp et grand ami de Bassompierre, qui est mort en juin 1638. Cependant, on ne sait rien de ce parfum, et bien que l'expression se soit étendue à d'autres objets, les amandes ne sont pas un ingrédient essentiel. Déjà en 1651, Le Cuisinier françois fournit une recette de « tarte franchipanne » dont la garniture contient des pistaches et des amandes - La Varenne ajoute cependant : « On peut faire une tarte franchipanne avec n'importe quel autre type de crème ». En 1653, la recette donnée par le Pâtissier françois ne contient plus d'amandes mais des pistaches, du zeste de citron, des pignons et des raisins de Corinthe, et on suggère également d'ajouter un peu d'ambre gris et de musc.

## Fourchette
Une légende populaire supplémentaire prétend que Catherine de Médicis et Henri II ont introduit la fourchette, qui était déjà à la mode en Italie, à la cour royale française.
Cependant, les preuves historiques indiquent son utilisation préalable en France, avec des traces écrites remontant au début du XIVe siècle et des preuves archéologiques du XVe siècle. L'utilisation des fourchettes en Italie, en France et dans d'autres pays européens était limitée à l'élite jusqu'au XVIIIe siècle.